# گراستد
گراستد (به لاتین: Græsted) یک منطقهٔ مسکونی در دانمارک است که در Gribskov Municipality واقع شده‌است. گراستد ۱٫۹ کیلومتر مربع مساحت و ۳٬۶۷۴ نفر جمعیت دارد.